# Conisania egenoides
Conisania egenoides là một loài bướm đêm trong họ Noctuidae.